# Albicocco di Scillato
L'albicocco di Scillato è un albero appartenente alla famiglia delle Rosaceae ed è una coltivazione tipica siciliana. I frutti dell'albicocco di Scillato rientrano nell'elenco dei prodotti agroalimentari tradizionali (PAT) stilato dal ministero delle politiche agricole e forestali (Mipaaf).

## Caratteristiche
L'Albicocco di Scillato è una coltivazione introdotta nei tardi anni settanta del ventesimo secolo nel territorio intorno a Scillato che ha visto con successo espandersi le coltivazioni anche in altre parti della provincia di Palermo. Il successo avuto dalla coltivazione dell'albicocco di Scillato è legato all'introduzione di varietà molto precoci, che consentono la produzione di un frutto che resiste agli attacchi della mosca della frutta e alle più comuni patologie fungine in maniera assolutamente biologica riducendo se non eliminando l'uso di pesticidi industriali.
La fioritura dell'albicocco di Scillato avviene agli inizi di marzo e le albicocche maturano fra la fine di maggio e gli inizi di giugno. Le albicocche sono medio piccole con valve asimmetriche. La buccia è di colore giallo-arancione con sfumature rosa-rosse nella parte esposta al sole. La polpa è come la buccia gialla-arancione morbida e zuccherina. Le albicocche di Scillato vengono consumate sia al naturale sia nella cucina palermitana per la preparazione di dolci o confetture.
A Scillato si tiene in giugno anche una sagra dedicata all'albicocco di Scillato.